# Fresnay-sur-Sarthe
Fresnay-sur-Sarthe is een fusiegemeente (commune nouvelle) in het Franse departement Sarthe (regio Pays de la Loire). De plaats maakt deel uit van het arrondissement Mamers. Fresnay-sur-Sarthe is op 1 januari 2019 ontstaan door de fusie van de gemeenten Coulombiers, Saint-Germain-sur-Sarthe en de tot die datum bestaande gemeente Fresnay-sur-Sarthe. De verdwijnende gemeenten kregen de status van commune deleguée. De gemeente telde 1.903 inwoners op 1 januari 2018.

## Geografie
De oppervlakte van Fresnay-sur-Sarthe bedroeg op 1 januari 2018 2,1 vierkante kilometer; de bevolkingsdichtheid was toen 906,2 inwoners per km².

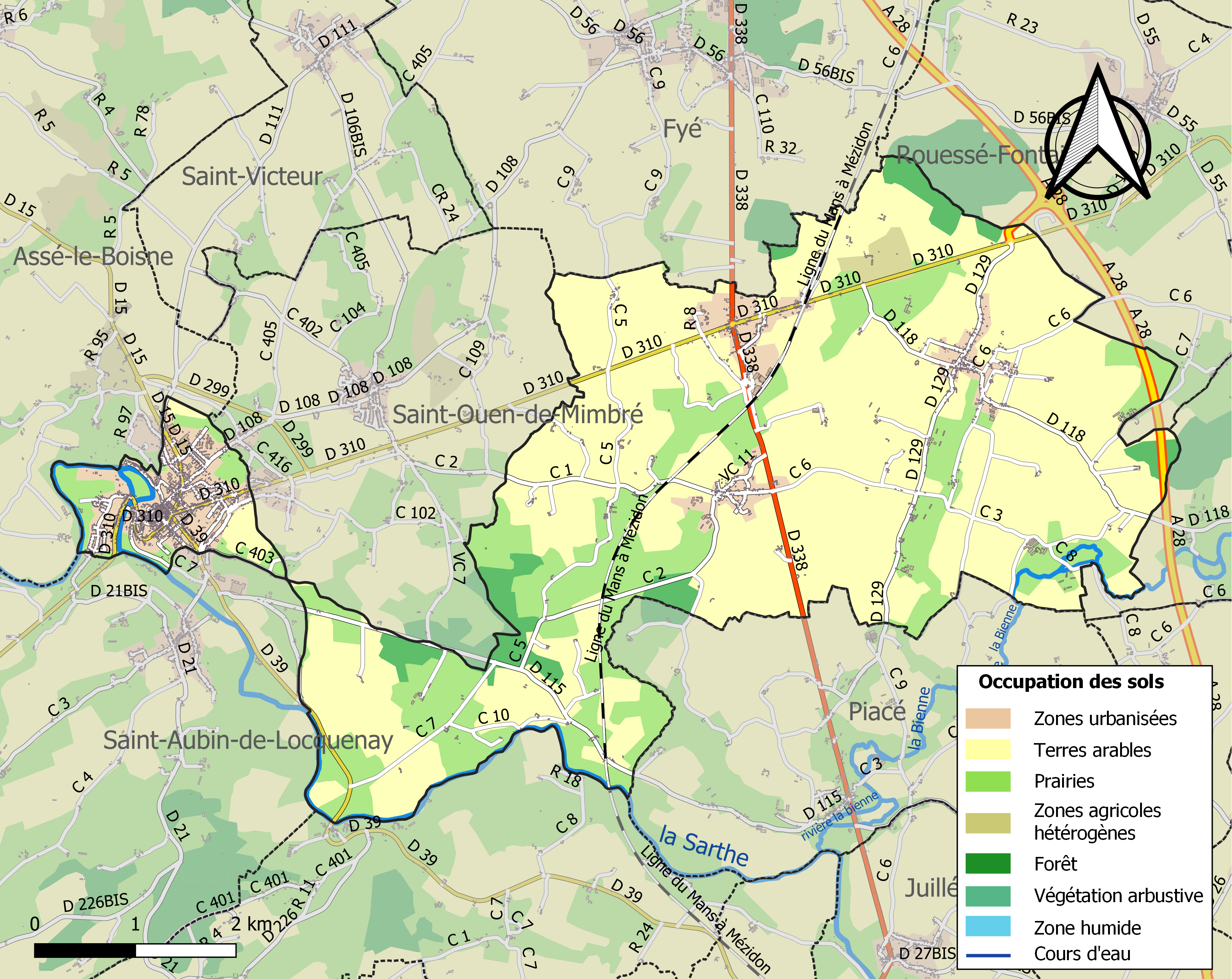
Kaart van de gemeente met de belangrijkste infrastructuur, bodemgebruik en omliggende gemeenten

## Demografie
Onderstaande figuur toont het verloop van het inwonertal (bron: INSEE-tellingen).